# Plakobranchidae
Plakobranchidae Gray, 1840 è una famiglia di molluschi gasteropodi sacoglossi.

## Tassonomia
La famiglia comprende i seguenti generi:
- Bosellia Trinchese, 1891
- Elysia Risso, 1818
- Plakobranchus van Hasselt, 1824
- Thuridilla Bergh, 1872

### Alcune specie

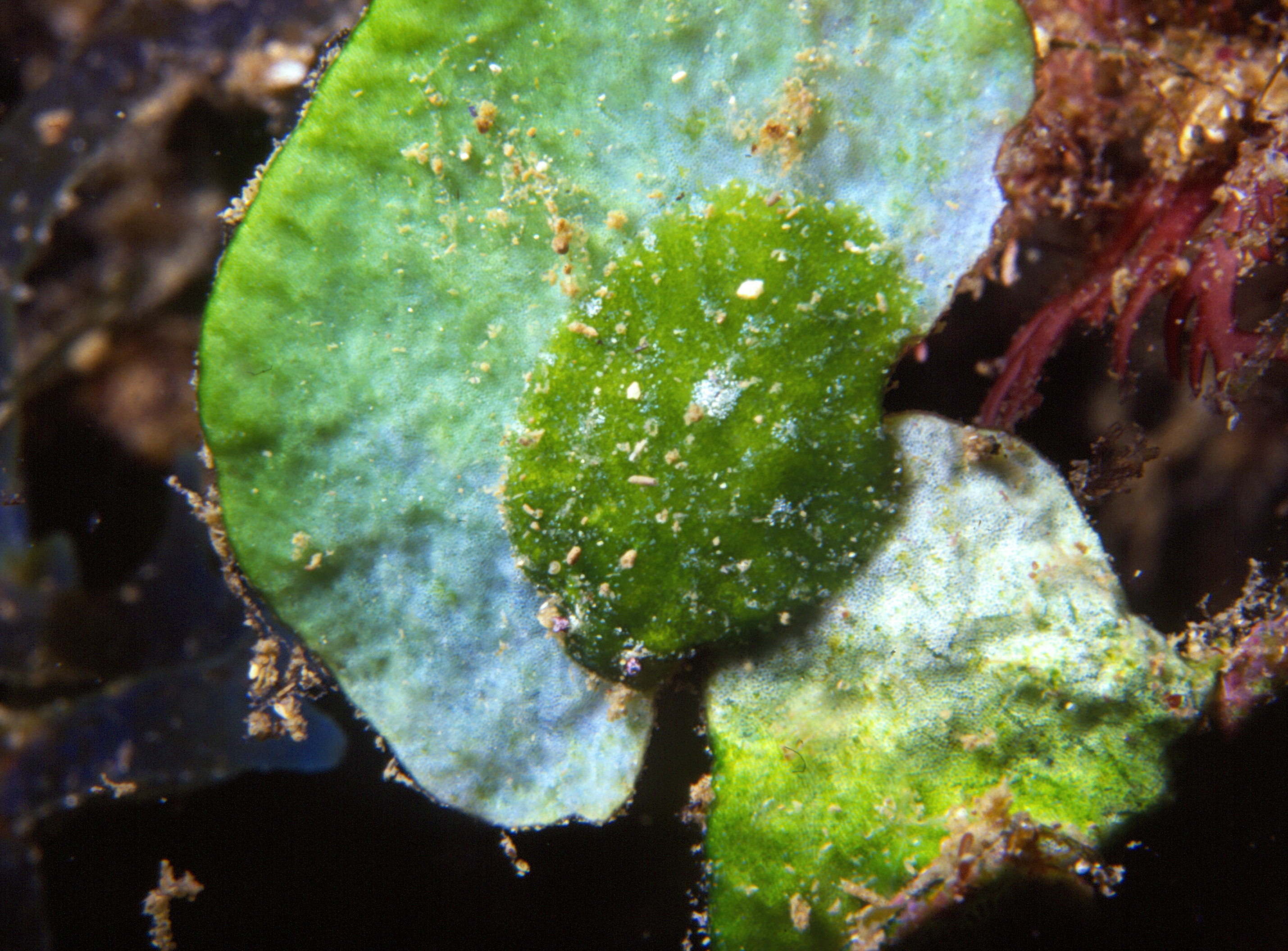
Bosellia mimetica
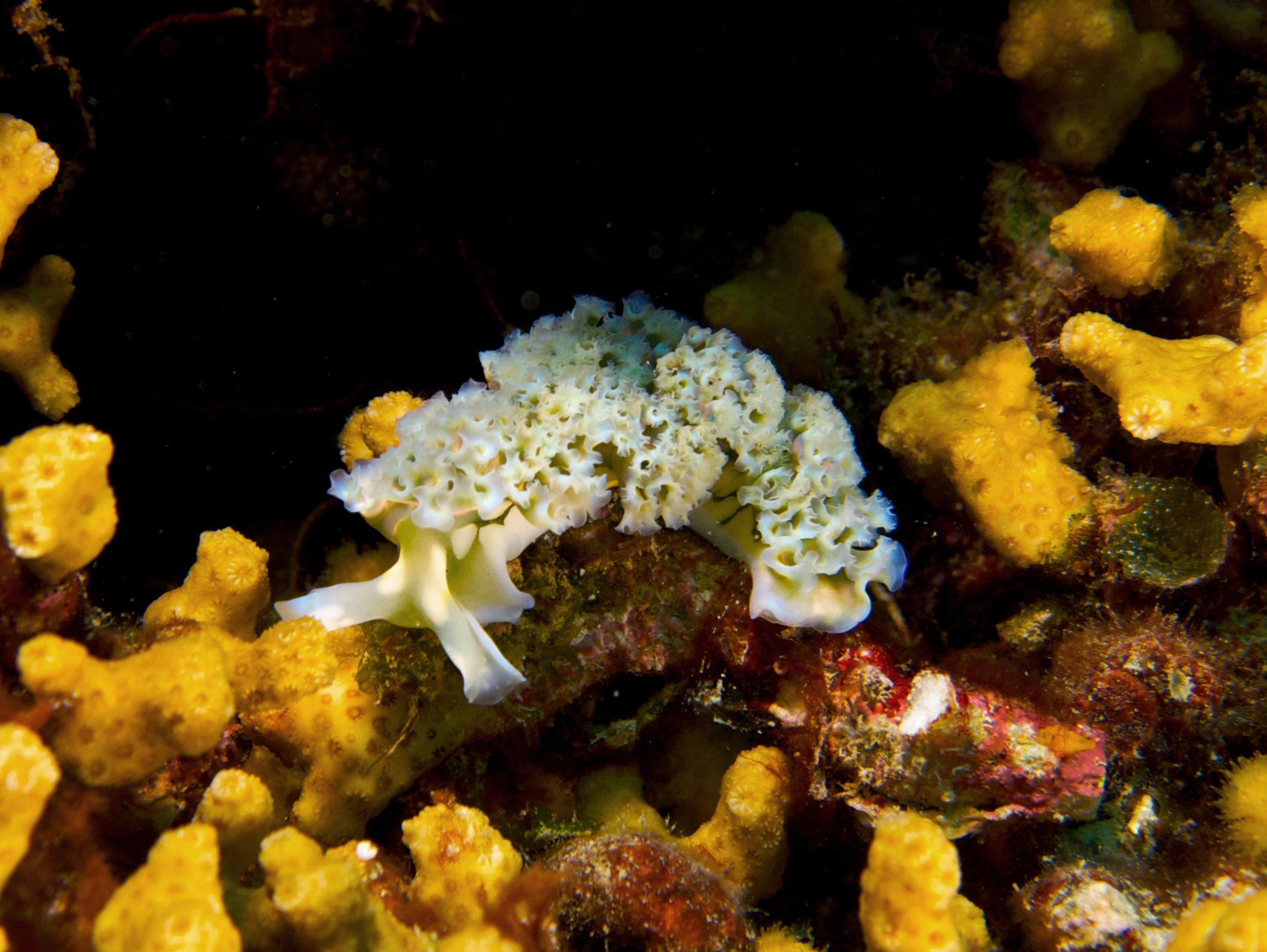
Elysia crispata
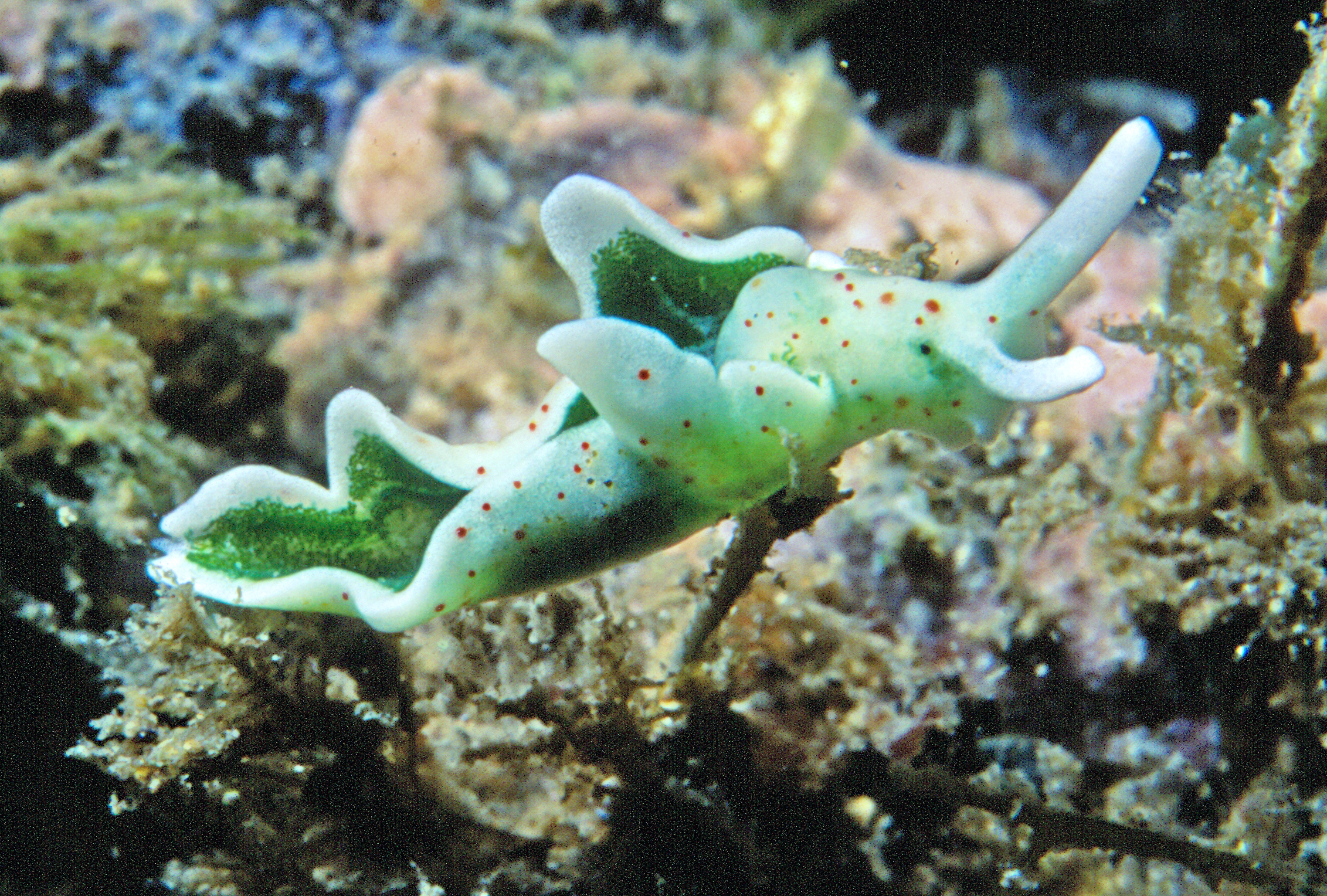
Elysia timida
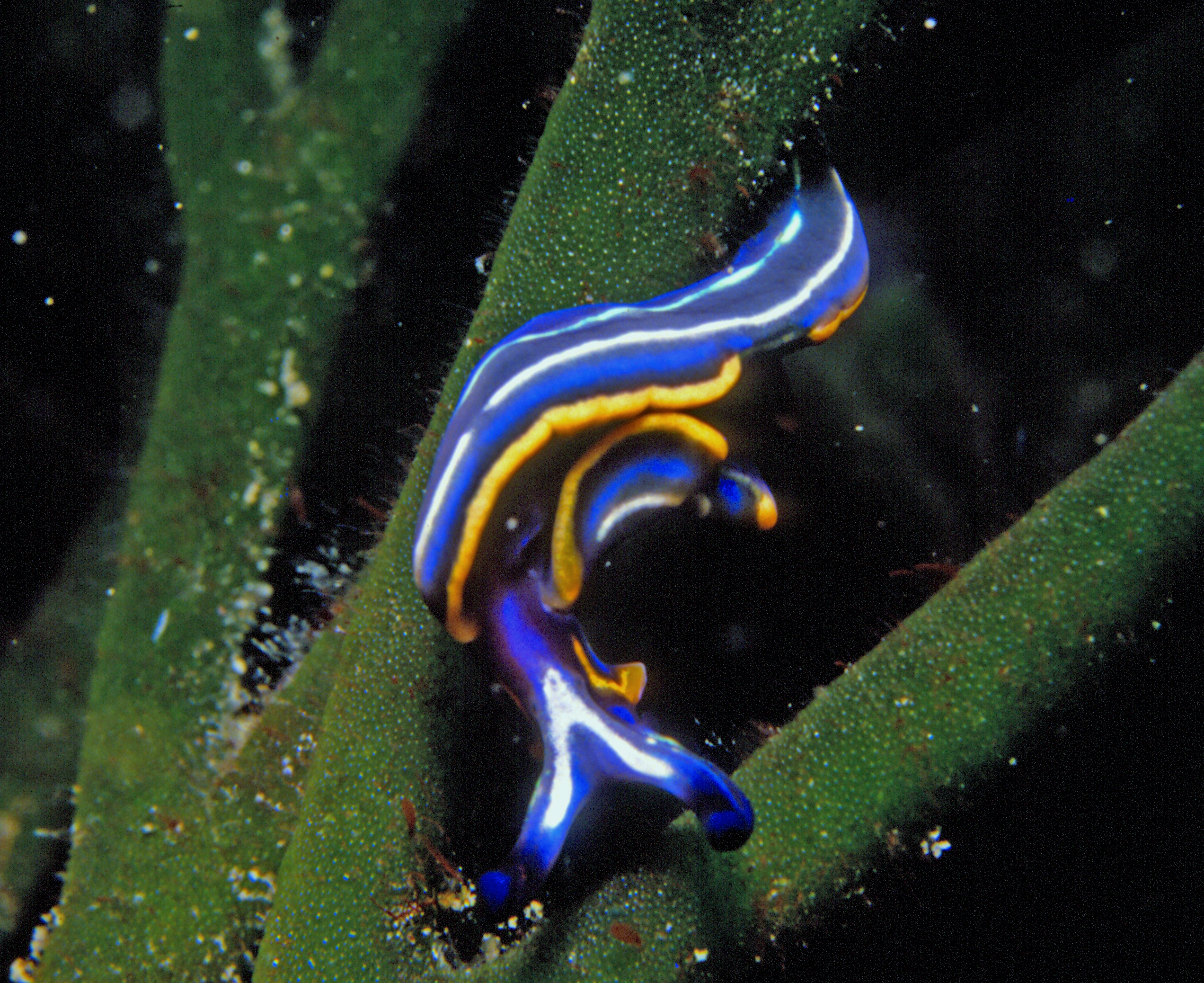
Thuridilla hopei